# Cara Giulia. Quello che ho imparato da mia figlia
Cara Giulia. Quello che ho imparato da mia figlia è un libro del 2024 di Gino Cecchettin in collaborazione con Marco Franzoso. Il tema principale è il racconto della storia di Giulia Cecchettin, figlia dell'autore, e del suo omicidio. Il denaro ricavato dalle vendite del libro è utilizzato per finanziare progetti come Fondazione Giulia Cecchettin, di cui talvolta lo stesso Gino fa parte, che mirano a combattere la violenza di genere anche attraverso la sensibilizzazione.

## Trama
Il libro è strutturato come una lunga lettera scritta da Gino Cecchettin (con la collaborazione di Marco Franzoso) alla figlia Giulia, uccisa l'11 novembre 2023 a Fossò, in provincia di Venezia, dall'ex fidanzato Filippo Turetta. All'interno del romanzo viene narrata la storia di Giulia e del padre, comprensiva di riflessioni riguardanti temi come la violenza di genere e il femminismo. Attraverso il libro Gino Cecchettin intende aiutare chi si trova nella stessa situazione di Giulia e far riflettere sulle radici della cultura patriarcale della società odierna, rivolgendosi ad un pubblico composto sia da genitori e adulti che da ragazzi.